# Полівка монгольська
Полівка монгольська (Microtus mongolicus) — вид гризунів роду Полівка (Microtus) родини Щурові (Arvicolidae).

## Поширення
Вид поширений у степах Монголії, на півночі Китаю та суміжних районах Росії.

## Опис
Подібна на полівку звичайну, від якої відрізняється меншими розмірами (тіло завдовжки до 122 мм, довжина хвоста до 38 мм), двобарвним забарвленням і відносно коротшим хвостом, наявністю на задній ступні п'яти, рідше шести підошовних горбків і темним, буро-коричневим, рідше рудувато-бурим забарвленням верху; зимове хутро довге і пухнасте, з переважанням рудуватих і коричневих тонів.

## Спосіб життя
У степових районах зустрічається у вологих, понижених місцях і рідко на степу; в лісі мешкає на луках, у заплавах рік тощо. Зимових наземних гнізд не робить. У раціоні важливу роль відіграють підземні частини рослин, а їхні запаси в норах можуть досягати 2 кг. Місцями шкодить городнім культурам. Природний носій збудника чуми.